# Larbatache
Larbatache è un comune dell'Algeria, situato nella provincia di Boumerdès.